# Malachy McCourt
Malachy McCourt (ur. 20 września 1931 w Nowym Jorku, zm. 11 marca 2024 tamże) – amerykański aktor, pisarz oraz polityk pochodzenia irlandzkiego, należący do Partii Zielonych. W 2006 był nominowany na gubernatora Nowego Jorku.